# Musée de l'évolution de l'Académie des sciences de Pologne

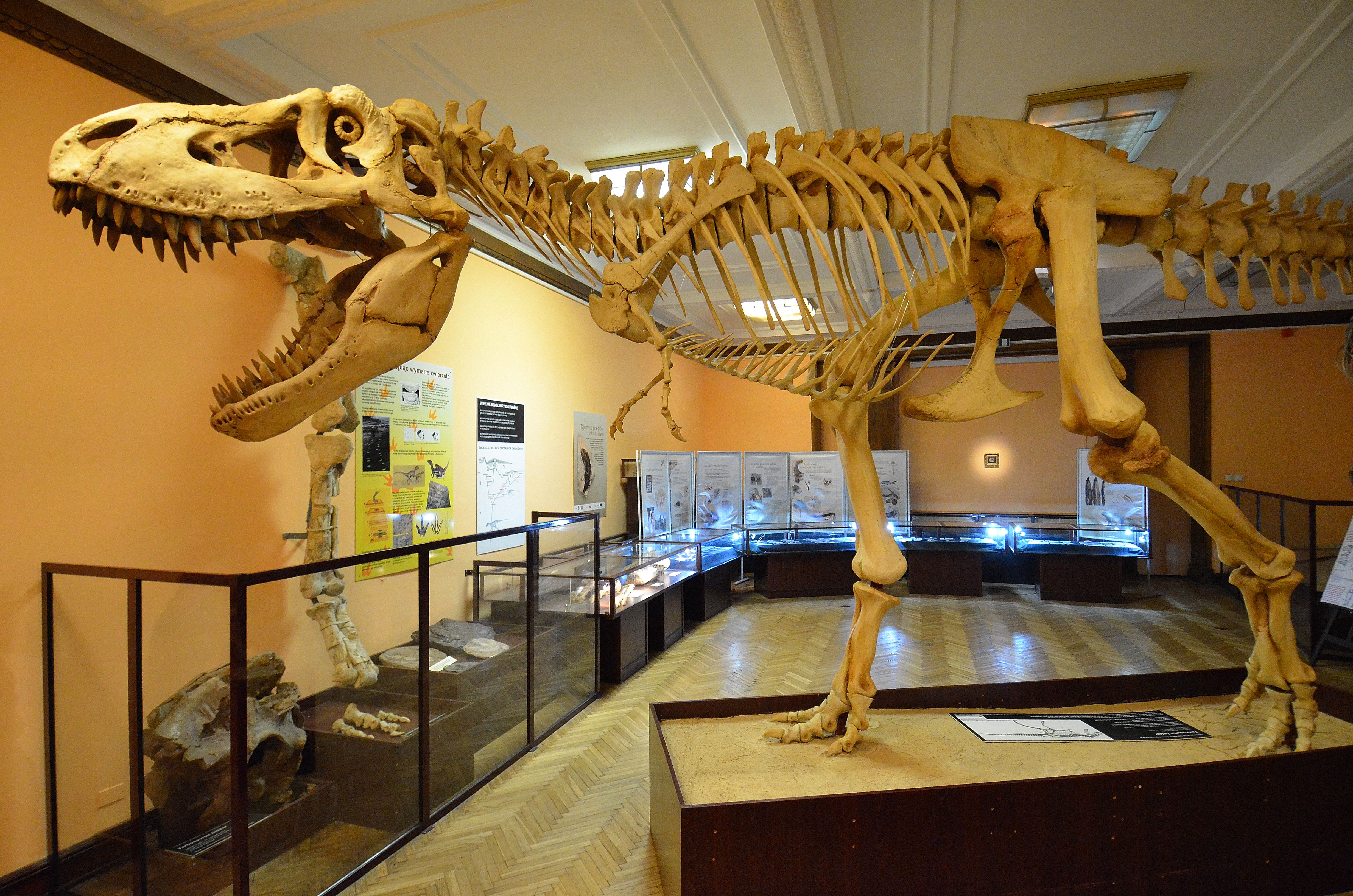
Squelette de Tarbosaurus bataar exposé au musée.

Le musée de l'évolution de l'Académie des Sciences de Pologne (en polonais, Muzeum Ewolucji Instytutu Paleobiologii Polskiej Akademii Nauk) est un musée d'histoire naturelle qui se trouve à Varsovie, en Pologne. Ce musée, situé dans le Palais de la culture et de la science, constitue un espace d'exposition permanente de spécimens choisis parmi ceux des collections de l'Institut de paléobiologie de l'Académie des sciences de Pologne.

## Histoire du musée
Le musée prend son origine dans une exposition permanente qui eut lieu au Palais de la culture et de la science de 1968 à 1984. Cet espace d'exposition montrait au public les spécimens collectés lors des expéditions paléontologiques polonaises et mongoles qui furent menées au désert de Gobi entre 1963 et 1971.
En 1984, l'Institut de paléobiologie de l'Académie des sciences de Pologne reprit les expositions de l'Institut de zoologie au Palais de la Jeunesse et créa une branche de l'Institut sous le nom de musée de l'Évolution. En 1985, une exposition permanente « L'Évolution sur Terre » ouvrit ses portes au public (selon Zofia Kielan-Jaworowska, avec la collaboration d'Andrzej Sulimski et le personnel de l'Institut), présentant la plupart des spécimens collectés lors des expéditions en Mongolie. Une partie de l'exposition était également consacrée aux animaux contemporains, en particulier aux insectes et aux oiseaux des collections du musée et de l'Institut de zoologie de l'Académie des sciences.
En 2001, une nouvelle exposition consacrée aux découvertes paléontologiques des reptiles et des amphibiens de Krasiejów près d'Opole fut ouverte au public. L'exposition montrait à la fois aussi bien des spécimens fossiles que des reconstitutions de ces animaux aquatiques et terrestres. En 2003, le département anthropologique fit l'acquisition d'une reconstitution d'australopithèque. En 2005, l'exposition permanente a été rénovée et de nouvelles reconstitutions de squelettes appartenant à des dinosaures de Mongolie ont été dévoilées. En 2007, une nouvelle exposition du musée de Zoologie et de l'Institut de zoologie a aussi eu lieu.
En 2009, à l'occasion du 150e anniversaire de la première édition de L'Origine des espèces de Charles Darwin (et aussi, par ailleurs, du 200e anniversaire de la naissance de Darwin lui-même), le musée a aussi ouvert une exposition consacrée à la sortie des eaux par les vertébrés.

## Publications
Depuis 2009, le musée publie le journal Rocznik Muzeum Ewolucji (« Le Musée de l'Évolution »).

## Galerie d'images

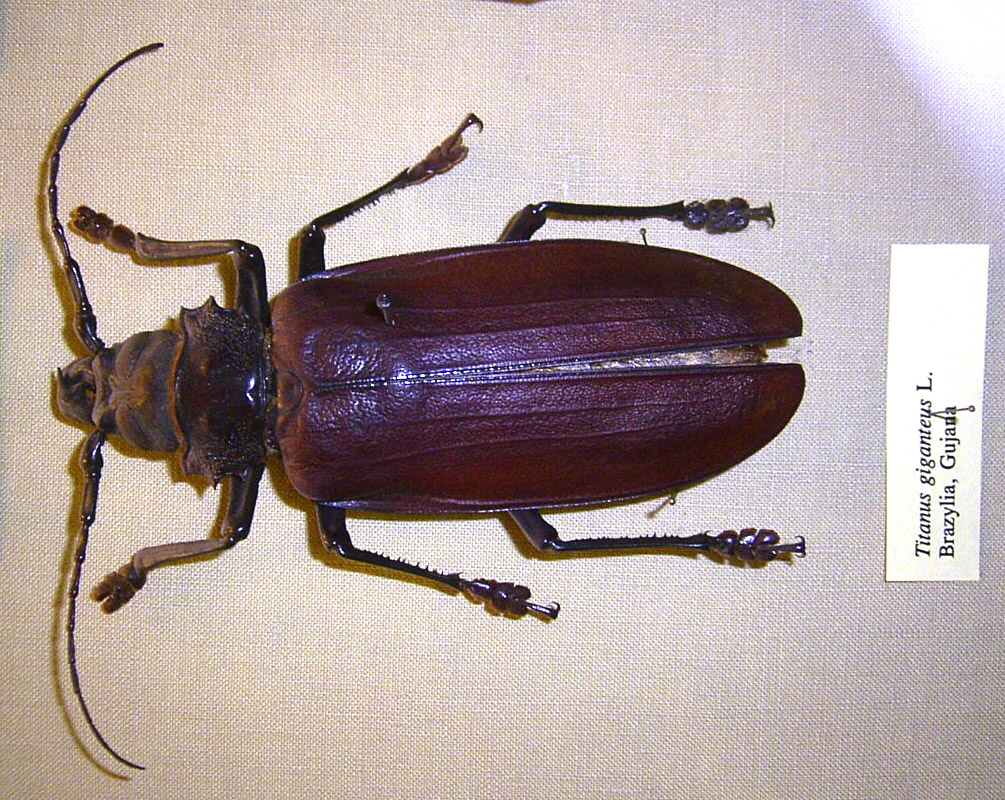
Spécimen naturalisé de Titanus giganteus
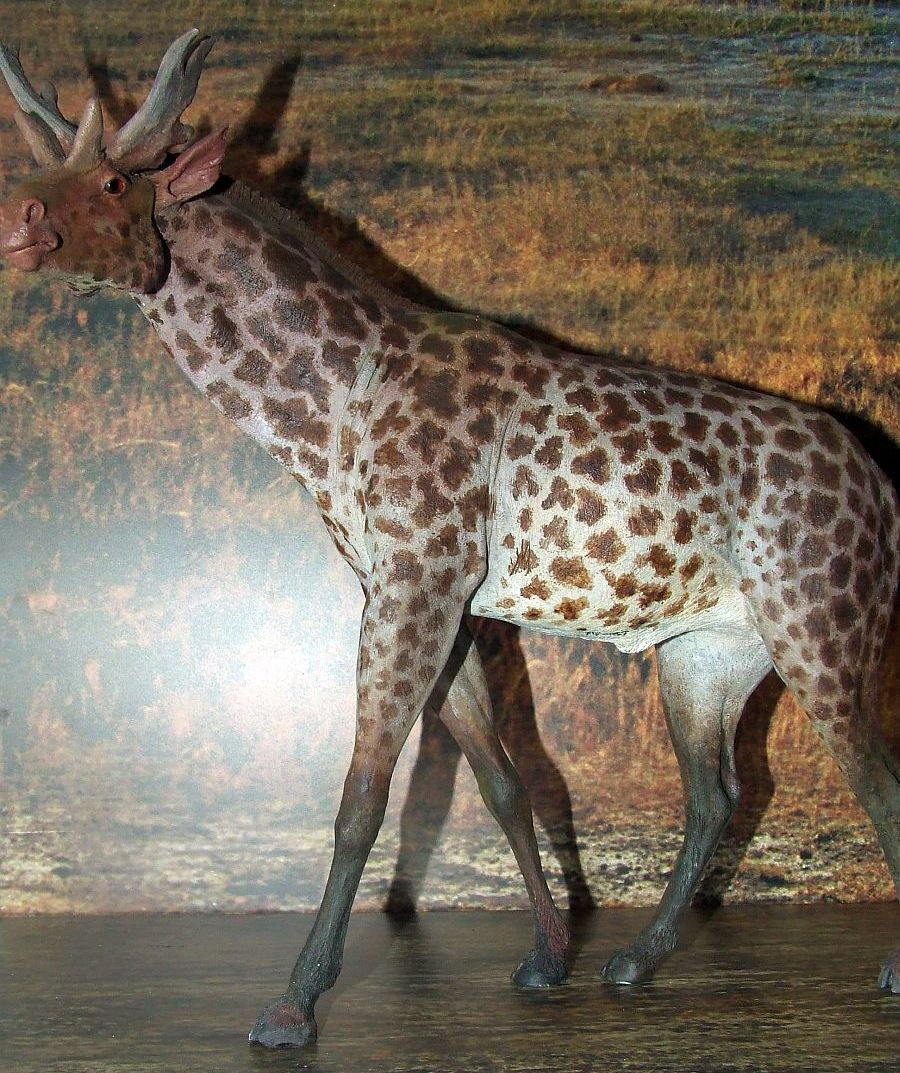
Reconstitution de Sivatherium
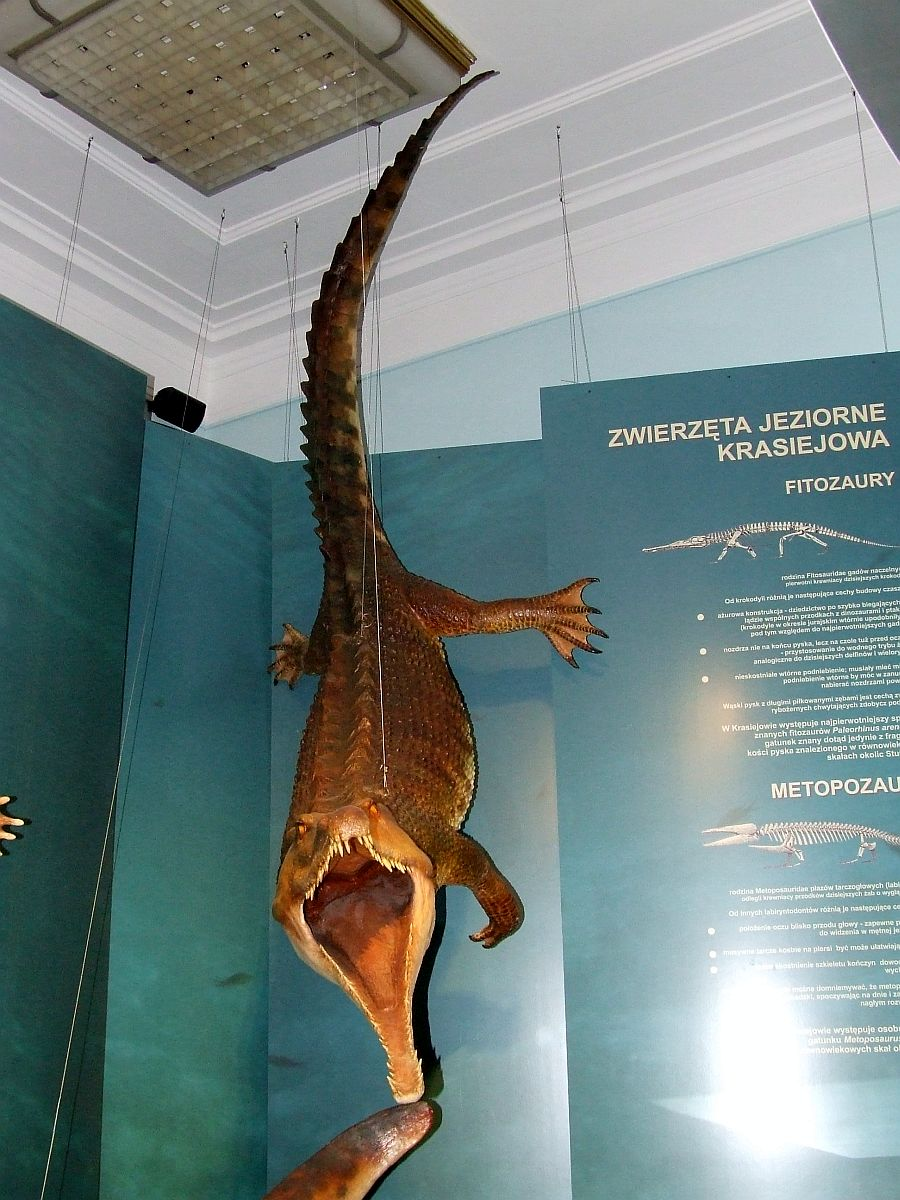
Reconstitution de Paleorhinus
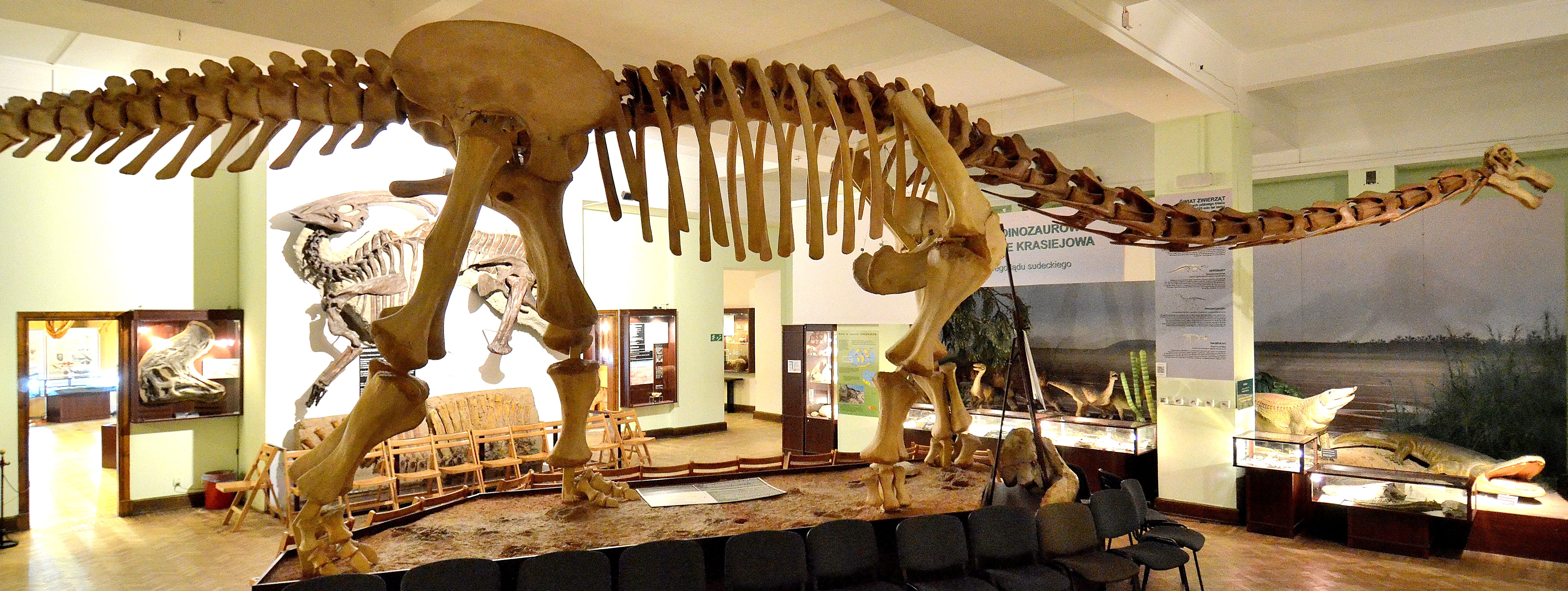
Squelette d'Opisthocoelicaudia